# 千鳥型水雷艇
千鳥型水雷艇(ちどりかたすいらいてい)は、日本海軍の水雷艇。同型艦4隻。

## 概要
1931年(昭和6年)より建造を開始した水雷艇のクラスで、ロンドン軍縮条約の影響により、ミニ駆逐艦ともいえるほど重武装の設計の艦艇であったため、本型のうち3番艦「友鶴」が、演習中転覆するという友鶴事件を引き起こした。
復原性能改善工事後は中国方面の作戦に参加、太平洋戦争では初期の侵攻作戦や船団護衛等を行い3隻が撃沈され、残る1隻は戦後解体された。

## 建造背景

### 水雷艇の衰退
水雷艇は、水雷装備(初期は外装水雷や機雷、後に魚雷)で敵の大型艦を攻撃する艦艇のことである。しかし、この水雷艇を「駆逐」するための小口径砲を装備した駆逐艦が出現して水雷戦闘も担うようになり、水雷艇は駆逐艦へ発展し水雷艇自体は消滅することになる。
日本海軍でも1904年(明治37年)の日露戦争を境に水雷戦闘は駆逐艦に代わられて、水雷艇は建造はされなくなる。残った水雷艇は掃海任務などに使用され、1924年(大正13年)に艦艇類別標準から水雷艇は削除された。

### 水雷艇復活
1922年(大正11年)に締結されたワシントン海軍軍縮条約により主力艦の建造を制限された各国は、10,000トン型の条約型巡洋艦を建造するなど 補助艦艇の建艦競争となり、日本海軍では吹雪型駆逐艦24隻などを建造した。
1930年(昭和5年)締結のロンドン軍縮条約により駆逐艦を含めた補助艦艇も制限を受ける事になった。駆逐艦の保有制限が課せられた日本海軍では、条約の項目「600トン以下は条約の対象外」からこの対象外の艦艇として水雷艇を復活させる事となる。
フランス、イタリアやドイツも水雷艇を復活させている。しかし、これらの国には駆逐艦の保有制限が無く、コストの問題から簡便な駆逐艦として水雷艇を復活させ、無条約時代でも建造を継続した。一方日本海軍のそれは、中型駆逐艦(二等駆逐艦)の代用として計画され、無条約時代に入ると早々に水雷艇(鴻型)の建造を打ち切った。

## 計画
1929年(昭和4年)に策定した計画案では1,400トン型16隻と1,000トン型32隻の駆逐艦の建造を予定していた日本海軍は、1930年(昭和5年)のロンドン条約による修正を迫られ、昭和6年度(1931年)から始まる第一次補充計画(通称①計画)では1,400トン型駆逐艦(後の初春型・白露型)12隻の建造が決定、1,000トン型駆逐艦の建造は中止された。(「海軍造船技術概要」によると夜襲程度にしか使えない1,000トン型駆逐艦は用兵側の同意を得られず中止となった。)その代わりが排水量527トンの水雷艇で軍令部は12隻の建造を要求、4隻の予算が認められた。
1,000トン型駆逐艦は速力34ノット、航続距離3,500カイリ/14ノット、13cm(高角)砲3門以上、61cm魚雷4門という要求だったが、水雷艇での要求は基準排水量600トン、速力30ノット、航続距離3,000カイリ/14ノット、12.7cm砲3門、53cm魚雷4門というもので、排水量600トンの水雷艇に出来るだけ駆逐艦に近い兵装を盛り込むというものだった。計画は公試排水量720トンで一旦まとまったが、予算の関係で更に小型の艦型とすることになり、基準排水量535トン、公試排水量615トンで計画が決定した。
武装は600トンというサイズに従来の二等駆逐艦(若竹型で820トン)を上回る兵装重量になった。
しかし、この排水量での武装搭載量はあまりに過大であり、当時の新鋭艦「吹雪型駆逐艦」の兵装重量が約14パーセントなのに対し、千鳥型は24パーセントになっている。
当時の日本艦の武装は(外国艦と比べて)明らかに多すぎるものであったが、千鳥型はそれが極端に進んだ艦といえる。

## 艦型
基本計画番号F46。

### 船体
速力や兵装はそのままで排水量を抑えるため、船体の小型化と重量軽減を徹底した。重量軽減では電気溶接の大幅な採用やリベットの小径化、軽合金の採用、その他外板のフランジ部分を削ることも行われた。
船体形状に関しては、機関の重量軽減のために機関出力を抑え、かつ速力を発揮するためには船体の長さが長くなる。またこの時の復原性能はGM(重心Gと浮心Mの距離)の値を目安にしており、GMの確保のためには幅広の船体が必要で、必然的に吃水は浅くなった。兵装重量の増加などで水線からの重心位置が高くなってしまったが、十分なGMを確保することで問題にされなかった。

### 艦首
船型は吹雪型駆逐艦(特型駆逐艦)と同じ船首楼型船体を採用、船首楼の長さは約25.5mもあり船体の約1/3を占めていた。艦首形状はダブル・カーブ型で凌波性向上のために強いシアとフレアを持つ。
なおフレアは吹雪型や初春などと同様に船体中央部にもあった。
船首楼上に1番単装主砲と装填演習砲を装備する。

### 艦橋
射撃指揮装置や発射指揮装置を駆逐艦に準じて装備し、艦橋に集中させたため艦橋構造は特型I型に似た塔型艦橋となった。構造は3層構造で艦内配置は公式図面が残されていないため明確でない。3層目が羅針艦橋になり前方と側面をガラス窓と固定板で囲い、窓の下には波返しがあった。天蓋は固定天蓋ではなく必要なときにキャンバスを展開する形だった。羅針艦橋の上にはブルワークを持った上部艦橋があり、見張り用双眼鏡1基を装備する。その後方に2m測距儀とその両舷に信号用30cm探照灯を装備した。
なお下部艦橋の形状が「初雁」のみ丸みを帯びた形状で他の3艦は角形であり、羅針艦橋前面の波返しに各艦の違いがある。復元性能改善工事後の「友鶴」には波返しが無かった。また烹炊所煙突も各艦や年代によって相違がある。

### その他の艤装
艦橋後部には三脚式の前部マストがあった。その後方には2缶の煙路を1本にまとめた誘導煙突が立ち、日本海軍駆逐艦に採用されていたお椀型吸気口があった。また煙突の両舷に魚雷格納筺があり、その周囲は艦載艇置き場となっていた。煙突後方には探照燈台と12.7mm機銃台を装備、その後方の上甲板上に六年式53.3cm水上連装発射管を中心線上に2基配置していた。さらに後方に後部甲板室があり、その上に三脚式の後部マストが立つ。後部甲板には後向きに2番連装主砲1基があり、爆雷投射機と掃海具も搭載された。

### 砲熕兵装
本型の主砲は50口径三年式12.7センチ砲で初春型駆逐艦に搭載されたものと同形式になる。艦首の1番砲はA型単装砲で旋回部重量が約21.5トンもあり、後部のB型改2連装砲も約31トンあった。砲熕重量は合計約74トンにも達していて、兵装重量は従来の二等駆逐艦を上回っていた。船体は1番砲搭載のために付近の甲板を補強せざるを得なくなった。
機銃は12.7mm単装機銃1挺で、探照燈と共に1番魚雷発射管の直前の上構上に装備した。

### 水雷兵装
魚雷発射管は六年式53cm水上連装発射管を中心線上に2基装備した。搭載魚雷は8本で内4本は魚雷発射管に装填し、残り4本は予備魚雷として煙突両舷の魚雷格納筺に2本ずつ格納された。なお発射管の前面には簡易的な盾が設置されていた。
爆雷投射機は八一式爆雷投射機(片舷投射機、通称K型砲)を2基を搭載した。多くの文献では両舷投射機(通称Y型砲)1基搭載としているが、写真によると片舷投射機を装備している。また爆雷投下軌道1条があり、爆雷は18個搭載した。艦尾には単艦式大掃海具も装備した。

### 機関
本型の機関はロ号艦本式水管缶(空気予熱器付き)2基と艦本式オール・ギヤード・タービン(高低圧)2基で、2軸推進、出力11,000馬力で速力30ノットを計画した。機関配置は第1缶室・第2缶室・前部機械室・後部機械室の順である。前部機械室は縦隔壁により左右に隔てられて、それぞれ左右軸用のタービンが搭載されていた。縦隔壁があると片舷が浸水した場合に大きく船体が傾斜するが、その傾斜が緩くなるように隔壁はクランク型にされた。しかし以降の駆逐艦や鴻型水雷艇では採用されず、縦隔壁は廃止されている。
本型では機関重量の低減のために高温高圧機関を採用し、「千鳥」は高温高圧蒸気を使用する機関の1号機を搭載した。高温高圧蒸気の使用は1馬力当たりの燃料消費量が少なくなり、燃料搭載量の減少、または航続距離伸延にもなる。千鳥型の場合は蒸気過熱器を装備し、飽和蒸気を過熱することで圧力30kg/cm2、温度350度の蒸気を使用した。後に「島風」で使用された圧力40kg/cm2、温度400度の高温高圧蒸気に通じる第一歩であった。

### バルジ
1番艇「千鳥」は船殻重量が計画よりもオーバーし、進水直後の重心検査で重心が既に約300mm上昇していた。公試の時に転舵で大傾斜を生じ、艦橋直下から後部2番砲まである大規模なバルジ(高さ最大3m、厚さ最大350mm) を装着することで復原性能を改善して竣工した。この時の公試排水量は「千鳥」で731トンになっていた。

## 友鶴事件
このような艦艇の限界を超えるような過大な兵装は、艦の復原性が不足することとなるとの指摘があったが、艦政本部の責任者藤本喜久雄少将(当時)は用兵側の要求を満たすためこのような艦を建造し続けた。その結果、1934年(昭和9年)3月に3番艦「友鶴」が荒天のため転覆、総員113名中死者行方不明者あわせて100名を出すという大事故が起こった。調査の結果、千鳥型を含む多くの新造艦は復原性の不足が指摘され、復原性能改善工事を行った。

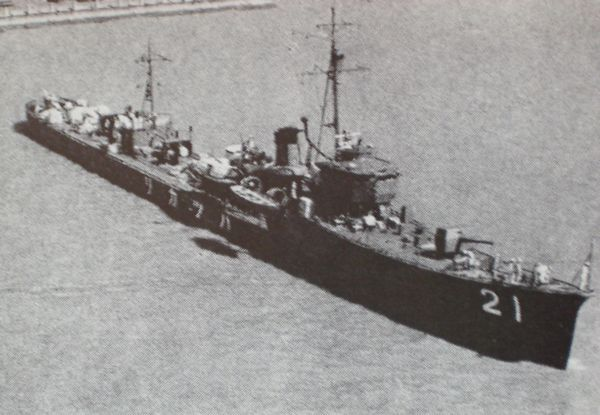
1938年8月の「初雁」。この艦は復原性能改善工事を行ってから竣工した。

本型の場合は建造中だった4番艦「初雁」は復原性能改善工事を施し同年7月に竣工、「千鳥」「真鶴」は同年秋に工事完成、「友鶴」は事故の復旧と同時に復原性能改善工事を行った。
本型の主な工事内容は以下のとおり。
- バルジの撤去
- バラストキール(幅1,050mm、深さ450mm[48])を取り付け艦底やバラストキール内にバラスト98トンを搭載する。
- 艦橋を1層低める。
- 伝声管の撤去

砲塔形式の12.7cm砲3門は全て撤去され45口径三年式12cm砲(通称G型砲)に換装された。これを開放式盾の付いた単装砲架で艦首に1基、船体中央部(2番発射管跡)に1基、後部甲板上に1基の計3基を搭載した。この改装により砲熕兵装の重量は74トンから52トンに減少した。なお「千鳥」「真鶴」のG型砲は旧型の盾を装着している。
魚雷兵装は53cm連装発射管 1基のみとなり予備魚雷は廃止された。これにより魚雷兵装の重量は70トンから30トンへ減少した。なお発射管の防盾(シールド)は竣工時と同じ前面だけのままだった。
なお「日本の駆逐艦オール大百科」ではマスト、煙突も短縮したとする。
これらの工事により復原性能は改善されたが兵装は大幅に減少し、排水量は公試状態で815トン(計画)にまで増加、速力は28ノットまで低下した。

## 第四艦隊事件
1935年(昭和10年)に第四艦隊事件が起き本型も1936年(昭和11年)8月から11月にかけて船体補強工事が行われた。詳細は明らかでないがDS鋼による部分的な補強を行ったようである。本型の電気溶接は丁寧に行われており、大きな問題にはならなかったようである。ただ速力は更に低下し27ノットほどだったと言われる。

## 戦歴
4隻は竣工後に第21水雷隊を編成し、中国方面へ進出して上陸支援や封鎖作戦などに従事した。太平洋戦争緒戦は南方の攻略作戦を支援し、その後は船団護衛などに従事した。船団護衛艦としては、適切なサイズといわれ、30ノット近い速力は対潜警戒という面の制圧に於いて効果を発揮し、魚雷は船団を襲う敵艦にたいする襲撃行動や損傷船の処分に役立ち、海防艦よりも有力であったとされる。大戦終盤まで活躍したが、昭和19年12月から翌年3月にかけて3隻が撃沈され、「初雁」のみが香港で残存した。

## 機銃増備
日華事変が勃発し、中国沿岸へ進出した時には保式13mm機銃2挺、(7.7mm)一一式軽機銃1挺を装備したとされる。
太平洋戦争中の機銃増備の状況は「真鶴」の場合、1944年4月に13mm連装機銃1基と同単装機銃1挺を撤去、25mm連装機銃2基と同単装機銃6挺を搭載した。なお同時に九一式探信儀を撤去し九三式探信儀に交換、九三式水中聴音機を新たに設置、八一式爆雷投射機を4基増設し、投下軌道2条を改造した。
あ号作戦(1944年6月)後の機銃増備の状況は以下の通りとされる。
| 艦名             | 25mm機銃 | 25mm機銃 | 25mm機銃 | 13mm機銃 | 13mm機銃 | 電探 | 調査日         |
| 艦名             | 3連装    | 連装     | 単装     | 連装     | 単装     | 電探 | 調査日         |
| ---------------- | -------- | -------- | -------- | -------- | -------- | ---- | -------------- |
| 千鳥             |          | 2基      | 6挺      |          | 8挺      | -    | 1944年 8月20日 |
| 真鶴、友鶴、初雁 |          | 2基      | 6挺      |          |          | -    | 1944年12月 4日 |

各艦は3番主砲と13mm機銃を撤去し、艦橋前と後部マストの後方機銃座を設けて25mm連装機銃を各1基ずつ計2基、25mm単装機銃6挺を13mm機銃跡、3番砲跡やその他甲板上各所に配置した。
対潜兵装は「真鶴」「友鶴」の場合、八一式爆雷投射機8基、九三式水中聴音機1基、九四式探信儀1基(水流覆付)を装備した。単艦式大掃海具は撤去され爆雷は48個を搭載したと言われる。

## 同型艦

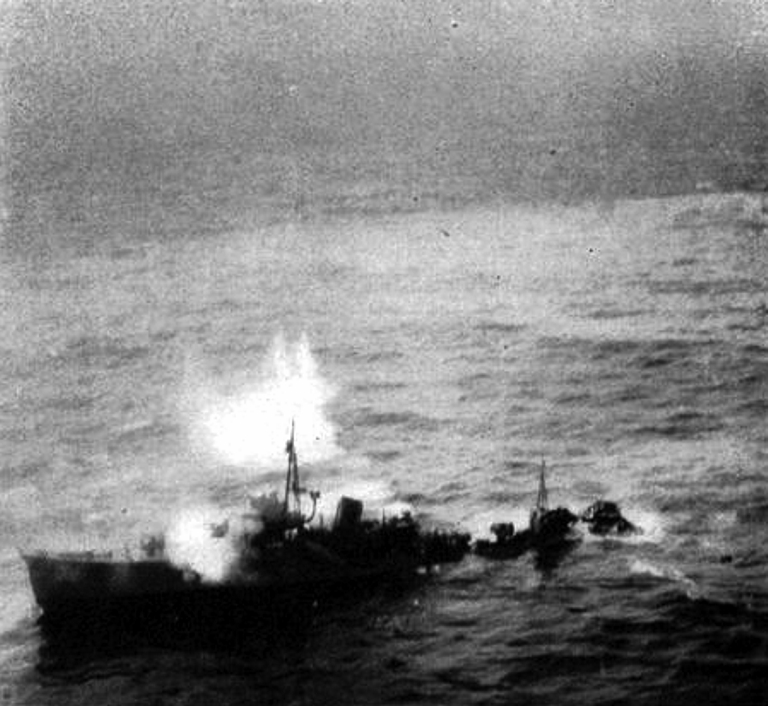
沈没寸前の友鶴。

千鳥(ちどり)1933年(昭和8年)11月20日竣工(舞鶴要港部工作部)。1944年(昭和19年)12月22日米潜水艦の雷撃により撃沈された(御前崎沖、米潜タイルフィッシュ)。
真鶴(まなづる) 達の命名は旧字で「眞鶴」 。1934年(昭和9年)1月31日竣工(藤永田造船所)。1945年(昭和20年)3月1日に撃沈された(那覇、航空機)。
友鶴(ともづる)1934年(昭和9年)2月24日竣工(舞鶴要港部工作部)。1945年(昭和20年)3月24日、カナ304船団護衛中に撃沈された(東シナ海、航空機)。
初雁(はつかり)1934年(昭和9年)7月15日竣工(藤永田造船所。香港で終戦。イギリスが接収し1948年(昭和23年)に現地で解体と言われる。

## 水雷隊の変遷

### 第二十一水雷隊
1934年(昭和9年)1月31日内令第35号で水雷隊編成が定められ、4隻は佐世保鎮守府所属で、1934年から第21水雷隊を編成した。「千鳥」は1939年10月に除かれたが1940年11月に復帰した。水雷隊編成は1942年3月10日に廃止、第21水雷隊は解隊された。
- 1934年(昭和9年)1月31日：水雷隊編成が定められる[55]。「真鶴」竣工[50]、「千鳥」と2隻で編成[58]。佐世保警備戦隊所属[59]。
- 1934年(昭和9年)2月24日：「友鶴」竣工[50]、編入[60]。
- (1934年(昭和9年)3月12日：友鶴事件[50]。)
- 1934年(昭和9年)4月1日：「友鶴」が除かれ[61]、予備水雷艇になる[50]。
- 1934年(昭和9年)7月15日：「初雁」竣工[50]、編入[62]。
- 1934年(昭和9年)11月15日：佐世保警備戦隊に編入[50]。
- 1935年(昭和10年)7月1日：「友鶴」再編入[63]、4隻がそろう。
- 1935年(昭和10年)11月15日：佐世保警備戦隊より除かれる[64]。機関学校練習艇を兼ねる[50]。
- 1936年(昭和11年)12月1日：第21水雷隊は予備となる[50]。佐世保警備戦隊に編入[65]。
- 1937年(昭和12年)5月1日：佐世保警備戦隊より除かれ[50][66]、佐世保防備戦隊に編入[67]。
- 1937年(昭和12年)7月28日：佐世保防備戦隊から除かれ[68]、第3艦隊第3水雷戦隊に編入[50]。
- 1937年(昭和12年)12月1日：予備隊となる[50]。
- 1938年(昭和13年)7月1日：第3艦隊第1根拠地隊に編入[50]。
- 1938年(昭和13年)12月15日：予備隊となる[50]。
- 1939年(昭和14年)10月10日：「千鳥」が除かれる[50]。「千鳥」は12月1日舞鶴へ転籍[50]。
- 1940年(昭和15年)11月15日：「千鳥」編入[50]。
- 1941年(昭和16年)9月20日：第3艦隊第2根拠地隊に編入[50]。
- 1942年(昭和17年)3月10日：水雷隊編成廃止[57]、第21水雷隊解隊[50]。「千鳥」「真鶴」は第2南遣艦隊第23特別根拠地隊へ、「友鶴」「初雁」は第2南遣艦隊第24特別根拠地隊へ編入[50]。